# 国鉄3350形蒸気機関車
3350形は、かつて日本国有鉄道の前身である鉄道院・鉄道省に在籍したタンク式蒸気機関車である。

## 概要
元は、高野鉄道が1897年（明治30年）にアメリカ合衆国のブルックス・ロコモティブ・ワークスから4両（製造番号2740 - 2743。高野鉄道での番号は1 - 4）を輸入したうちの2両で、車軸配置2-6-2(1C1)で単式2気筒の飽和式機関車である。阪鶴鉄道は、1904年（明治37年）にA1形（後の鉄道院1350形）1，3と交換で同番号の2両を譲り受け、A7形（2代目1，3）とした。1907年（明治40年）の国有化にともなって官設鉄道に移籍し、1909年（明治42年）に制定された鉄道院の車両称号規程では、3350形（3350，3351）に改番された。
また、阪鶴鉄道のA3形（後の鉄道院3450形）とは同系で、曲線を多用したデザインは典型的なブルックススタイルであるが、動輪間距離の割り振りや、側水槽の形状が異なる。
国有化後は、旧所属の福知山線から下関に転属し、山陽本線で貨物列車の牽引に使用されたが、1918年（大正7年）に北海道へ移されて岩見沢に配置された。廃車は1923年（大正12年）12月で、2両とも解体された。
高野鉄道に導入されたうちの4は、来着後すぐに南海鉄道に移り、1 - 3が高野鉄道の開業用に使用された。しかし、高野鉄道は業績が振るわず、そのうちの1と3は阪鶴鉄道の小型機関車と交換されたのは前述のとおりである。南海鉄道へ譲渡された4は、同社では2形（6）として、1923年10月の電気機関車の全面使用により休車となり、1928年（昭和3年）12月に廃車解体された。
また、高野鉄道にただ1両残った2は、高野大阪鉄道に引き継がれた後の1913年（明治45年）2月に東武鉄道A2形（26）となったが、1920年（大正9年）ごろ大阪高野鉄道に復帰して2に戻り、1923年夏に博多湾鉄道（宮地岳線）2（2代目）となり、さらに西日本鉄道1（4代目）となった。

## 主要諸元
- 全長：10,109mm
- 全高：3,581m m
- 全幅：2,512mm
- 軌間：1,067mm
- 車軸配置：2-6-2 (1C1)
- 動輪直径：1,270mm
- 弁装置：スチーブンソン式アメリカ型
- シリンダー（直径×行程）：381mm×559mm
- ボイラー圧力：10.5kg/cm2
- 火格子面積：1.37m2
- 全伝熱面積：92.3m2
  - 煙管蒸発伝熱面積：87.0m2
  - 火室蒸発伝熱面積：5.3m2
- ボイラー水容量：3.0m3
- 小煙管（直径×長サ×数）：44.5mm×2,883mm×216本
- 機関車運転整備重量：45.32t
- 機関車空車重量：35.12t
- 機関車動輪上重量（運転整備時）：32.80t
- 機関車動輪軸重（第2動輪上）：11.71t
- 水タンク容量：5.89m3
- 燃料積載量：1.61t
- 機関車性能
  - シリンダ引張力：5,700kg
- ブレーキ装置：手ブレーキ、蒸気ブレーキ